# Ils aimaient la vie
Pour plus de détails, voir Fiche technique et Distribution.
Ils aimaient la vie (Kanał) est un film polonais réalisé par Andrzej Wajda, sorti en 1957.
Le film est consacré à l'Insurrection de Varsovie.

## Synopsis
Fin septembre 1944, l'insurrection de Varsovie dure depuis bientôt deux mois. Prise entre deux fronts, une compagnie déjà très éprouvée doit s'enfuir par les égouts (qui donnent au film son titre original). Désorientés, étouffés par un air irrespirable, les hommes et les femmes de la compagnie cèdent peu à peu au découragement ou à la folie. Le film de guerre devient film intimiste, dans un registre quasi existentiel, s'attachant à des personnages singuliers (deux couples, un compositeur, l'officier qui commande la compagnie) et montre les égouts varsoviens, pourtant célébrés comme le lieu des exploits de la résistance polonaise, comme un enfer dont aucun personnage ne peut sortir vivant ou libre. Alors que le gros de la compagnie est fait prisonnier après être sorti derrière les lignes allemandes, que nombre de personnages sont morts dans les galeries, le lieutenant, qui sort sain et sauf mais seul, décide dans le plan final de retourner dans les égouts.

## Fiche technique
- Titre : Ils aimaient la vie
- Titre original : Kanał
- Réalisation : Andrzej Wajda, avec Janusz Morgenstern
- Scénario : Jerzy Stefan Stawinski
- Musique : Jan Krenz
- Photographie : Jerzy Lipman
- Montage : Halina Nawrocka et Aurelia Rut
- Décors : Roman Mann et Leonard Mokicz
- Costumes : Jerzy Szeski
- Pays d'origine : Pologne
- Format : Noir et blanc - Mono
- Genre : Guerre
- Durée : 95 minutes
- Date de sortie : 1957
  - France : 4 décembre 2019 (ressortie)

## Distribution
- Teresa Iżewska (pl) : la messagère « Stokrotka »
- Tadeusz Janczar (pl) : l'aspirant Jacek « Korab »
- Wieńczysław Gliński (pl) : le lieutenant « Zadra »
- Tadeusz Gwiazdowski (pl) : le sergent « Kula »
- Stanisław Mikulski : Smukły
- Emil Karewicz : le lieutenant « Mądry »
- Vladek Sheybal : Michał « Ogromny », le compositeur (crédité : Wladyslaw Sheybal)
- Jan Englert : le messager « Zefir »
- Teresa Berezowska : la messagère Halinka
- Zofia Lindorf (pl) : la femme recherchant sa fille
- Kazimierz Dejunowicz (pl) : le capitaine « Zabawa »
- Zdzisław Leśniak : « Mały »
- Maciej Maciejewski : le lieutenant « Gustaw »
- Adam Pawlikowski (pl) : l'Allemand à la sortie du tunnel
- Janina Jabłonowska (pl) : la femme criant dans les égouts
- Maria Kretz : la femme blessée

Non-crédités
- Kazimierz Kutz : l'insurgé parvenant à s'échapper des égouts
- Zenon Dądajewski (pl) : un insurgé
- Ryszard Filipski (pl) : un insurgé
- Witold Grabowski : un insurgé
- Tadeusz Łomnicki : le narrateur
- Andrzej Mirecki (pl) : un insurgé
- Jerzy Molga (pl) : un insurgé
- Roman Polanski : l'insurgé rampant
- Ryszard Ronczewski : un insurgé
- Tadeusz Ross : un insurgé
- Ewa Wiśniewska (pl) : la fille transportant de l'eau
- Lech Wojciechowski (pl) : l'insurgé à côté de la sortie des égouts
- Roman Załuski (pl) : un insurgé
- Edward Żebrowski (pl) : un insurgé

## Distinctions
- Festival de Cannes 1957 : Prix du jury (ex æquo)[1]